# مورچه‌گیرک دم‌نواری
مورچه‌گیرک دم‌نواری (نام علمی: Myrmotherula urosticta) نام یک گونه از سرده مورچه‌گیرک‌ها است.